# Харків (універмаг)
Універмаг «Харків» — одне з найбільших торговельних підприємств України, збудованих у радянські часи. Будівля споруджена за перепрацюваним типовим проєктом архітекторами архітекторами М. Д. Євсюковим, А. П. Бондаренком та А. Г. Зайковською. Розташований на проспекті Героїв Харкова у міст Харкові.

## Опис
Універмаг «Харків» був збудований у місті Харків у 1968—1969 роках та відкритий у грудні 1968 року. Триповерхова будівля була споруджена за переробленим типовим проєктом архітекторами М. Д. Євсюковим, А. П. Бондаренком та А. Г. Зайковською.
На той час його торговельні площі займали 5600 м2, на яких розмістилося 60 секцій самообслуговування. Універмаг був обладнаний ескалаторами та системою кондиціонування повітря. Також він мав камеру схову, дитячу кімнату та інші додаткові послуги. Була створена система доставки товарів до дому. Універмаг став найбільшим у місті і одним з найбільших в Україні.
У 1970-ті універмаг «Харків» зображується на листівках, з'являються трикутні номерні значки з підписом «Універмаг „Харків“».
Після здобуття Україною незалежності і початку кампанії з приватизації державного майна, велася робота приватизації універмагу «Харків» серед інших подібних торговельних підприємств Харкова.
У 2012 році універмаг було реконструйовано. Після неї будівля стала чотириповерховим комплексом, загальною площею 18 тис. м2. Площа торговельних залів становить 7000 м2 Поруч з універмагом влаштована безкоштовна автопарковка на 200 машиномісць.

## Цікаві факти
- У 1970-ті роки поблизу універмагу було побудовано кінцеву зупинку 32-го маршруту тролейбусу. У 2009 році лінія припинила роботу, а у 2014-му остаточно розібрана.[7]
- Ще у 1980-ті роки в універмазі продавалася піца, яка тоді продавалася лише у Москві чи на курортах СРСР.[2]